# Istanbul – Erinnerung an eine Stadt

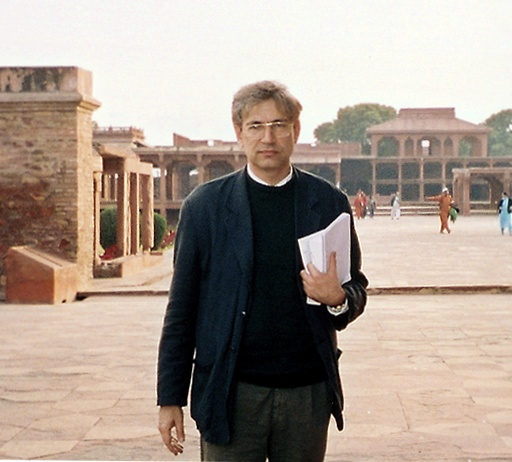
Orhan Pamuk, der Autor des Romans

Istanbul – Erinnerung an eine Stadt (Originaltitel: İstanbul – Hatıralar ve Şehir) ist ein autobiografisches Werk des türkischen Schriftstellers Orhan Pamuk, das erstmals 2003 unter dem Originaltitel "İstanbul – Hatıralar ve Şehir" in der Türkei erschienen ist. Die deutsche Übersetzung von Gerhard Meier erschien zuerst 2006 beim Carl Hanser Verlag.
In seinen Erinnerungen schreibt er über sein Leben in Istanbul und thematisiert insbesondere die weitgehende kulturelle Veränderung, die die Türkei erschüttert hat, sowie den anscheinend unendlichen Kampf zwischen Moderne und Vergangenheit. Er beschreibt die tiefe Melancholie (türk. hüzün) seiner Bewohner, die aus der Alltagskultur Istanbuls nicht wegzudenken sei. Orhan Pamuk versteht hüzün als „das Gefühl, mit dem sich im letzten Jahrhundert Istanbul und seine Bewohner auf intensivste Weise infiziert haben“. Daneben trauert Pamuk in seinem Roman über die verloren gegangene gemeinsame Familientradition.
Das Buch ist mit zahlreichen Fotografien des „Istanbul der frühen 1950er Jahre bis heute“ ausgestattet, die zum großen Teil von Ara Güler stammen.

## Hintergrund

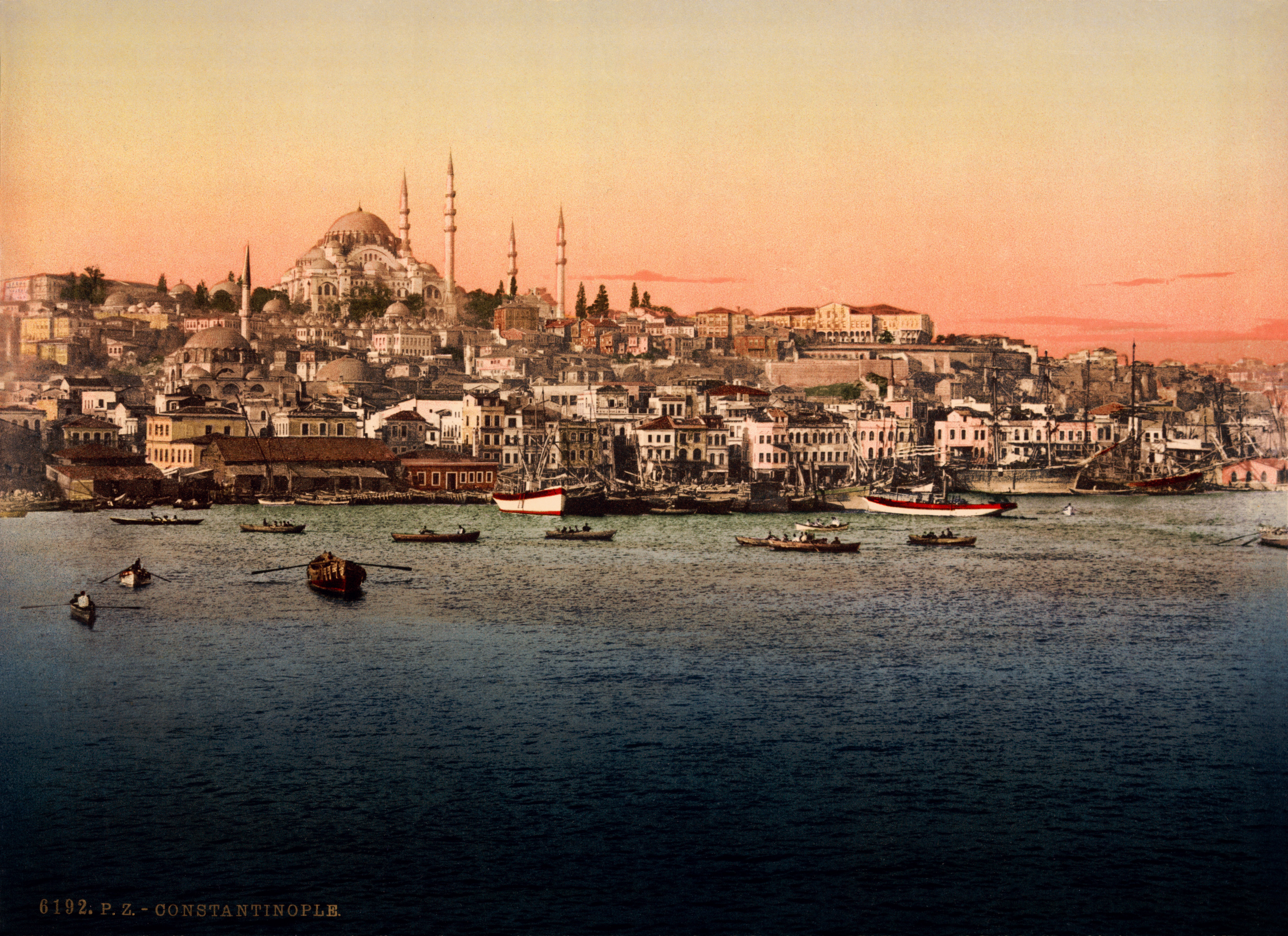
Photochromdruck von Istanbul aus den 1890er Jahren

Istanbul ist die bevölkerungsreichste Stadt der Türkei und deren Zentrum für Kultur, Handel, Finanzen und Medien. Das Stadtgebiet erstreckt sich am Nordufer des Marmarameeres auf beiden Seiten des Bosporus, der Meerenge zwischen Mittelmeer und Schwarzem Meer. Durch diese Lage sowohl im europäischen Thrakien als auch im asiatischen Anatolien ist Istanbul die einzige Metropole der Welt, die sich auf zwei Kontinenten befindet. Das städtische Siedlungsgebiet beherbergt rund 14,3 Millionen Einwohner und nimmt damit den vierten Platz unter den bevölkerungsreichsten Städten der Welt ein. Mit zwei zentralen Kopfbahnhöfen, zahlreichen Fernbusbahnhöfen, zwei großen Flughäfen und einem ausgeprägten Schiffsverkehr bildet Istanbul den größten Verkehrsknotenpunkt des Landes. Seine Transitlage zwischen zwei Kontinenten und zwei Meeresgebieten macht es zu einer wichtigen Station der internationalen Logistik.
Die Metropole kann seit der Gründung ihrer ursprünglichen Stadtteile auf eine 2600-jährige Geschichte zurückblicken, in der sie drei großen Weltreichen als Hauptstadt diente. Die Architektur ist von antiken, mittelalterlichen, neuzeitlichen und zuletzt modernen Baustilen geprägt. Sie vereint Elemente der Griechen, Römer, Byzantiner, Osmanen und Türken miteinander zu einem Stadtbild. Aufgrund dieser Einzigartigkeit wurde die historische Altstadt von der UNESCO zum Weltkulturerbe erklärt. Lange Zeit war Istanbul ein bedeutendes Zentrum des orthodoxen Christentums und des sunnitischen Islams. Es ist der Sitz des ökumenischen Patriarchen und hat zahlreiche Moscheen, Cemevi, Kirchen und Synagogen. Im Jahr 2010 war Istanbul Kulturhauptstadt Europas.

## Inhalt
Das Werk ist nach thematischen Gesichtspunkten in 37 Kapitel gegliedert, die sich auch grob an Pamuks Biographie orientieren. Etwas über die Hälfte der Kapitel behandeln in erster Linie autobiographische Themen, wie den Erinnerungen an die Kindheit Ich (Kapitel 3), die Familiensituation Meine Eltern und ihre Abwesenheit (Kapitel 8) oder die ersten Erfahrungen in der Schule in Kapitel 13. Seiner Großmutter, die auch das Oberhaupt des Familienclans ist, ist das Kapitel 12 gewidmet. Das Kapitel 20 beschreibt den Umgang der Familie mit der Religion. Das Kapitel 21 Die Reichen schildert mit einer gewissen ironischen Distanz den westlich orientierten Lebensstil der türkischen Oberschicht der 1960er Jahre.
Neben den Ereignisse seiner Kindheit thematisiert der Autor die Atmosphäre und das Lebensgefühl in Istanbul in den 1950er und 1960er Jahren, wie beispielsweise in Kapitel 5 Schwarzweiß oder in Kapitel 6 Bosporus-Erkundungen. Diese Erinnerungen verbindet Pamuk mit Beschreibungen und Analysen von historischen Fotos, Bildern und Texten, die z. T. auch einen biographischen Bezug aufweisen, da er sie in der Bibliothek seines Elternhauses als Kind durchblättert hatte. Die historischen Stadt- bzw. Bosporus-Ansichten von Anton Ignaz Melling beschreibt er ausführlich im 7. Kapitel. Das Kapitel 11 ist den „vier einsame[n], melancholische[n] Schriftsteller[n]“ Yahya Kemal (1884–1958), Ahmet Hamdi Tanpinar (1901–1962), Reşad Ekrem Koçu (1905–1975), und Abdülhak Şinasi Hisar (1887–1963) gewidmet, deren Werke auch an anderer Stelle in die Darstellung einfließen. So verknüpft Pamuk seine Kindheitserinnerungen an den Bosporus mit Schilderungen der „Bosporus-Zivilisation“ durch A. Ş. Hisar und anderen historischen Hintergrundinformationen. Die Erkundungen von heruntergekommenen Stadtvierteln Istanbuls durch A. H. Tanpinar und Y. Kemal kurz nach Ende des Ersten Weltkriegs werden in Kapitel 26 analysiert.
Pamuk beschreibt in seinen Erinnerungen die melancholische und schwermütige Stimmung, die er nicht nur bei sich selber, sondern überall in Istanbul findet. Dieses Grundgefühl bezeichnet er mit dem türkischen Begriff Hüzün, was Melancholie oder Tristesse bedeutet. Der Erläuterung dieses Wortes in seiner kulturellen und etymologischen Dimension sowie den Ursachen für diese Grundstimmung, die „von all diesen Ecken und Winkeln und Menschen ausgeht und sich über die Stadt verströmt“, widmet er das 10. Kapitel.
Die Reisen der französischen Schriftsteller Gèrard de Nerval, Théophile Gautier sowie Gustave Flaubert, die nacheinander Mitte des 19. Jahrhunderts auf dem Rückweg von ihren Orientreisen Istanbul besuchten, werden in jeweils eigenen Kapiteln beschrieben. Mit etwas Spott erwähnt Pamuk den Bordellbesuch Flauberts und zeigt, dass viele Orientreisende des 19. Jahrhunderts nicht frei von Klischeevorstellungen waren. Positiv hervorgehoben wird der Reisebericht von Gautier, der „wenn man von einigen abgedroschenen Themen wie dem Sultan, den Frauen und den Friedhöfen absieht – zu einer reizvollen Großstadtreportage geworden ist“. Der durch die Romantik geprägte Gautier erkundete auch die verarmten und verfallen Vororte von Istanbul und fasste sie „bisweilen als melancholisch schön auf“. Diese Beschreibung hat später Y. Kemal und A. H. Tanpinar inspiriert, die in der melancholischen Schönheit dort die nationale Identität herzustellen suchten.
In den letzten Kapiteln des Werkes überwiegen wieder autobiographische Aspekte. Pamuk beschreibt, dass er sich früh intensiv mit der Malerei auseinandergesetzt hat. Das kindliche Glück und die späteren Kämpfe damit beschreibt er in einigen Kapiteln. Mit etwa 15 Jahren beginnt er obsessiv Stadtansichten zu malen (Kapitel 28), später beschäftigt ihn, malerisch das Familienglück festzuhalten (Kapitel 29). Die letzten Kapitel sind seiner Schulzeit am Robert Gymnasium, der ersten Liebe und dem sich anschließenden Liebeskummer gewidmet. Im letzten Kapitel Ein Gespräch mit meiner Mutter: Geduld, Vorsicht, Kunst beschreibt er, wie er den Entschluss fasste, das Studium und die Malerei aufzugeben und Schriftsteller zu werden.

## Kritik
Der Historiker Norman Davies warf Pamuk vor, seine Sicht auf Istanbul sei „vollkommen turkozentrisch“ und „durch eine bemerkenswerte historische Kurzsichtigkeit geprägt“. Pamuk sei „ein Schriftsteller, der nur die jüngste Vergangenheit in den Blick nimmt und alles andere ausblendet“. „Die Vergangenheit, so scheint es, reicht nicht weiter zurück als bis zur Welt seiner Eltern und Großeltern.“